# Lumina CSV Championship
Het Lumina CSV Championship is een raceklasse in het Midden-Oosten. De klasse bestaat sinds 2007. Het kampioenschap is bedoeld voor jonge talentvolle coureurs die goedkoop willen laten zien wat ze kunnen. Het kampioenschap wordt ondersteund door Chevrolet Motorsport.

## De auto
Alle deelnemers rijden in dezelfde auto: een Chevrolet Lumina. Deze auto heeft een V8 die een vermogen levert van 380 pk. De auto heeft achterwielaandrijving en weegt 1497 kg.

## Kampioenen
| Jaar | Naam             | Team                   |
| ---- | ---------------- | ---------------------- |
| 2007 | Tarek Elgammal   |                        |
| 2008 | Fahad Al Musalam | Lechner Racing Bahrain |

## Deelnemers 2008
| Start Nr. | Coureur                        | Nationaliteit                | Team                      |
| --------- | ------------------------------ | ---------------------------- | ------------------------- |
| 1.        | Tarek Elgammal                 | Australië                    | Castrol Racing Team       |
| 2.        | Sheik Hamad bin Isa Al Khalifa | Bahrein                      | Peak Performance          |
| 3.        | Fahad Al Musalam               | Bahrein                      | Lechner Racing Bahrain    |
| 4.        | Fawaz Algosaibi                | Saoedi-Arabië                | Algosaibi Travel          |
| 5.        | Husam Al - Saleh               | Saoedi-Arabië                |                           |
| 6.        | Abdul Aziz Al Yaeesh           | Saoedi-Arabië                | UMA Motor Sports/P1 - AFR |
| 7.        | Fahad Hizam                    | Saoedi-Arabië                | UMA Motor Sports/P1 - AFR |
| 8.        | Adel Shaji                     | Bahrein                      | NMC Racing Team           |
| 9.        | Raed Charawi                   | Egypte                       | RFC Team                  |
| 10.       | Sherif El Sakkaf               | Egypte                       | RFC Team                  |
| 11.       | Jaap Willem Vaandrager         | Nederland                    | AFI Team                  |
| 12.       | Raed Raffii                    | Bahrein                      | AFI Team                  |
| 13.       | Christophe Mariot              | Frankrijk                    | Team France               |
| 14.       | Jacques Levet                  | Frankrijk                    | Team France               |
| 15.       | Ahmed Hamada                   | Egypte                       | Egypt Racing Team         |
| 16.       | Helmut Fleischmann             | Oostenrijk                   | Lechner Racing Bahrain    |
| 17.       | Marwa Al Eifa                  | Verenigde Arabische Emiraten |                           |
| 18.       | Bandar Al Silmy                | Saoedi-Arabië                | Balubaid Racing Team      |